# Tapa (India)
Tapa (o Tappa) è una città dell'India di 18.887 abitanti, situata nel distretto di Sangrur, nello stato federato del Punjab. In base al numero di abitanti la città rientra nella classe IV (da 10.000 a 19.999 persone).

## Geografia fisica
La città è situata a 30° 17' 53 N e 75° 22' 08 E.

## Società

### Evoluzione demografica
Al censimento del 2001 la popolazione di Tapa assommava a 18.887 persone, delle quali 10.115 maschi e 8.772 femmine. I bambini di età inferiore o uguale ai sei anni assommavano a 2.519, dei quali 1.424 maschi e 1.095 femmine. Infine, coloro che erano in grado di saper almeno leggere e scrivere erano 10.796, dei quali 6.303 maschi e 4.493 femmine.